# 汐留モバイル
汐留モバイル株式会社（しおどめモバイル）は、かつて存在したソフトバンクグループ系列の仮想移動体通信事業者である。

## 概要
2012年9月7日、楽天とイー・アクセス（当時）の共同出資により「楽天イー・モバイル株式会社」として設立。
Rakuten SUPER WiFiブランドで、Y!mobileのLTEサービスのMVNOを手掛ける事業を行う。初号機として、イー・アクセス（当時）向けのGL04Pが発表されているが、本来Pocket Wi-Fiのロゴがあるところには、Rakuten SUPER WiFiのロゴに差し替わったものを端末として提供している。
2016年1月末をもって新規契約の受け付けを終了した。同年8月1日には、社名を「汐留モバイル株式会社」に、サービス名を「S-WiFi」に変更し、本社も東新橋（ソフトバンクと同住所）に移転した。
2021年3月末をもってサービスを終了した。
2021年7月1日、ソフトバンクに吸収合併され解散。